# Herbert Haselwander

Herbert Haselwander

Herbert Haselwander (* 10. Januar 1910 in Freiburg im Breisgau; † 21. Mai 1940 bei Arras) war ein deutscher Politiker (NSDAP).

## Leben und Wirken
Nach dem Besuch der Volksschule und der Oberrealschule erlernte Herbert Haselwander das landwirtschaftliche Handwerk. Zum 1. April 1928 trat er in die NSDAP ein (Mitgliedsnummer 85.059). Im August 1930 wurde er Gaugeschäftsführer und Propagandaleiter der Hitler-Jugend (HJ) im Gau Thüringen.
Am 21. Dezember 1931 wurde Haselwander zum Kreisleiter der Kreise Heiligenstadt und Worbis ernannt. In der HJ übernahm er zu dieser Zeit Aufgaben als Oberbannführer im Stabe des Gebietes 17 (Thüringen). Am 1. Juli 1936 wurde Haselwander schließlich mit den Aufgaben eines Gauschulungsleiters im Gau Thüringen beauftragt. Hinzu kam das Amt eines Kreisdeputierten im Kreis Heiligenstadt.
Von März 1936 bis zu seinem Tod 1940 saß Haselwander außerdem als Abgeordneter für den Wahlkreis 12 (Thüringen) im nationalsozialistischen Reichstag. Haselwanders Reichstagsmandat wurde anschließend bis Kriegsende von Bruno Biedermann weitergeführt.
Haselwander starb im Mai 1940 während des Westfeldzuges. Sein Grab ist Nr. 452 von Reihe 12 im Block 19 auf dem Soldatenfriedhof bei Agny.